# 1782
| 1782                        |
| --------------------------- |
| Dødsfald - Fødsler          |
| • Begivenheder • Litteratur |

| Gregoriansk kalender | 1782 MDCCLXXXII         |
| Ab urbe condita      | 2535                    |
| Armensk kalender     | 1231 ԹՎ ՌՄԼԱ            |
| Kinesiske kalender   | 4478 – 4479 辛丑 – 壬寅 |
| Etiopisk kalender    | 1774 – 1775             |
| Jødisk kalender      | 5542 – 5543             |
| Hindukalendere       |                         |
| - Vikram Samvat      | 1837 – 1838             |
| - Shaka Samvat       | 1704 – 1705             |
| - Kali Yuga          | 4883 – 4884             |
| Iransk kalender      | 1160 – 1161             |
| Islamisk kalender    | 1196 – 1197             |

Konge i Danmark: Christian 7. 1766-1808
Se også 1782 (tal)

## Begivenheder
- 7. januar - den første kommercielle bank i Amerika åbner (Bank of North America)
- 18. juni - den sidste kendte heksebrænding i Europa går ud over Anna Göldi fra Glarus i Schweiz. I alt er mindst 40.000 kvinder blevet brændt på bålet under heksejagterne i Europa i det 16. og 17. århundrede

## Født
- 11. oktober – Steen Steensen Blicher, forfatter og digter i Vium, Jylland. Død 1848.
- 27. oktober – Niccolò Paganini, italiensk komponist og violinist.

## Dødsfald
- 15. februar – Heinrich Carl von Schimmelmann, greve mm. blev stedt til hvile i Wandsbek uden for Hamborg i et kapel, som han selv havde indrettet. Han døde som Danmarks, måske Nordens rigeste mand
- 17. juli – Peter Cramer, dansk maler (født 1726).